# Cubo de Rubik

Cubo Rubik deshecho.

El cubo de Rubik es un rompecabezas mecánico tridimensional creado por el escultor y profesor de arquitectura húngaro Ernő Rubik en 1974. Originalmente llamado «cubo mágico», el rompecabezas fue licenciado por Rubik para ser vendido por Ideal Toy Company en 1980, año en el cual ganó el premio alemán a Juego del Año en la categoría de mejor rompecabezas. Hasta 2020 se vendieron cuatrocientos cincuenta millones de cubos en todo el mundo, convirtiéndolo, no solo en el rompecabezas más vendido, sino que es considerado, en general, el juguete más vendido del mundo.
Un cubo de Rubik clásico posee seis colores uniformes (tradicionalmente blanco, rojo, azul, naranja, verde y amarillo). Un mecanismo de ejes permite a cada cara girar independientemente, mezclando así los colores. Para resolver el rompecabezas, cada cara debe volver a quedar en un solo color.
Se llamaba inicialmente «Cubo Mágico». Este rompecabezas tridimensional tiene una estructura fascinante: en su versión clásica, consta de veintiséis piezas móviles y puede presentar hasta 43 252 003 274 489 856 000 combinaciones diferentes. A pesar de esa asombrosa cantidad de posibilidades, solo hay una configuración correcta que muestra todos los colores alineados en cada una de sus seis caras. Resolverlo implica mover las piezas con precisión a través de una secuencia específica de movimientos para alcanzar ese estado ordenado.
El cubo celebró su 25.º aniversario en 2005, por lo que salió a la venta una edición especial del mismo en la que la cara blanca fue remplazada por una reflectante en la que se leía «Rubik's Cube 1980‑2005». En su 30.º aniversario, en 2010, se comercializó otra edición especial fabricada en madera.
Existen variaciones con diversos números de niveles. Las principales versiones que hay son las siguientes: el 3×3×3, el cubo de Rubik original, el 4×4×4 (La venganza de Rubik), el 5×5×5 (El cubo del profesor); y desde septiembre de 2008 el 6×6×6 y el 7×7×7 de Panagiotis Verdes. La empresa Shengshou ha lanzado al mercado desde principios de 2012 cubos de 8×8×8, 9×9×9 y 10×10×10. Desde entonces salen tanto nuevos productos como nuevas marcas.
Ahora hay 1x1x2, 1x2x2, 2x2x2, 2x2x3, 2x2x3, 3x3x1, 3x3x2, 3x3x4, más grandes como el 11x11x11, 12x12x12, 13x13x13, 14x14x14, 15x15x15, 17x17x17, 19x19 y 21x21.
Algunas personas han impreso un 28x28x28, 33x33x33 y 34x34x34.
Existen programas tecnológicos .exe de una Inteligencia artificial resolviendo un 100x100x100 y 1000x1000x1000 y hasta uno de 10 mil x 10 mil x 10 mil.
También existen de otros poliedros u otra perspectiva, como el Pyraminx (pirámide de 4 caras), Pyramorphyx (pirámide deformadora de 
El cubo de Rubik siempre ha sido popular en todo el mundo, llevando a que cada vez más gente intente resolverlo lo más rápido posible. Así es como se originó la WCA, una asociación de competiciones de cubos de Rubik. En estas competiciones se han roto muchos récords del mundo, siendo el récord actual en 3.08 segundos logrado por el chino de 11 años Yiheng Wang (王艺衡) en 2025.

## Concepción y desarrollo

### Intentos previos
En marzo de 1970, Larry Nichols inventó un rompecabezas con piezas rotables en grupos de 2×2 y presentó una solicitud de patente canadiense. El juguete de Nichols se sostenía, mediante imanes. A Nichols se le otorgó una patente estadounidense (3655201) el 11 de abril de 1972, dos años antes de que Rubik inventara su cubo.
El 9 de abril de 1970, Frank Fox patentó su 3×3 esférico. Recibió una patente del Reino Unido (1344259) el 16 de enero de 1974.

### Invención de Rubik

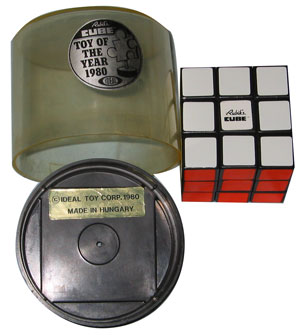
Envase del cubo de Rubik, juguete del año de 1980. Ideal Toy Corp., hecho en Hungría.

A mediados de la década de 1970, Ernő Rubik trabajaba en el Departamento de Diseño de Interiores en la Academia de Artes y Trabajos Manuales Aplicados en Budapest. Aunque generalmente se dice que el cubo fue construido como herramienta escolar para ayudar a sus estudiantes a entender objetos tridimensionales, su propósito real era resolver el problema estructural que lograra mover las partes independientemente sin que el mecanismo entero se desmoronara. Rubik no se dio cuenta de que había creado un rompecabezas hasta la primera vez que mezcló su nuevo cubo e intentó volverlo a la posición original. Obtuvo una patente húngara (HU170062) en 1975. Originalmente, el cubo de Rubik fue llamado cubo mágico (Bűvös kocka) en Hungría. El rompecabezas no había sido patentado internacionalmente en el plazo de un año de la patente original. De esta manera, la ley de patentes impedía la posibilidad de patentarlo a nivel internacional. Ideal Toy Company quería al menos un nombre reconocible para registrar; el acuerdo puso a Rubik en el centro de la atención debido a que el cubo mágico fue renombrado como su inventor.
Los primeros ejemplares del cubo de Rubik salieron a la venta a finales de 1977 en jugueterías de Budapest. El cubo mágico se unía por medio de piezas de plástico ensambladas entre sí que prevenían que las piezas se separaran, a diferencia de los imanes en el diseño de Nichols. En septiembre de 1979 se firmó un acuerdo con Ideal para vender el cubo mágico a nivel mundial y el rompecabezas hizo su debut internacional en las ferias de juguetes de Londres, París, Núremberg y Nueva York en enero y febrero de 1980.
Después del éxito internacional del cubo de Rubik en las jugueterías occidentales se detuvo brevemente para que el juguete pudiera adecuarse a los estándares occidentales de seguridad y empaquetado. Se produjo un cubo más ligero e Ideal Toys decidió cambiarle el nombre; se tomaron en cuenta el «Nudo Gordiano» y «Oro Inca», pero la compañía se decidió finalmente por el «cubo de Rubik». La primera entrega fue exportada de Hungría en mayo de 1980. A raíz de la escasez del producto surgieron muchas imitaciones más baratas.

### Disputas de patente
Nichols le asignó su patente a su compañía empleadora, Moleculon Research Corp., que demandó a Ideal Toys Company en 1982. En 1984 Ideal perdió la demanda por infracción de patentes y apeló. En 1986 la corte de apelaciones confirmó que el cubo de Rubik de 2×2×2 «Pocket Cube» infringía la patente de Nichols, pero revirtió el juicio sobre el cubo de Rubik de 3×3×3.
Todavía en procesos para la solicitud de patente de Rubik, Terutoshi Ishigi, un ingeniero autodidacta y dueño de una forja cerca de Tokio, hizo una solicitud de patente para un mecanismo prácticamente idéntico y recibió una patente (JP55-8192) en 1976. Hasta 1999, cuando entró en vigor la nueva ley de patentes japonesa, la oficina de Japón concedía patentes nacionales a tecnología no divulgada dentro del país sin necesidad de tener novedad a nivel mundial. Por lo tanto, la patente de Ishigi es aceptada generalmente como una reinvención independiente.
Rubik solicitó una segunda patente húngara el 28 de octubre de 1980 y solicitó otras patentes. En Estados Unidos se le dio otra el 19 de marzo de 1983.
El inventor griego Panagiotis Verdes patentó un método para crear cubos más allá del 5×5×5 hasta 11×11×11 en 2003, aunque afirma que tuvo la idea original alrededor de 1985. Sus diseños, que incluyen mecanismos mejorados para los 3×3×3, 4×4×4 y el 5×5×5, son apropiados para el speedcubing. Se anunció que estos cubos serían lanzados al mercado en septiembre de 2008 a través de la marca VCube.

## Mecanismo

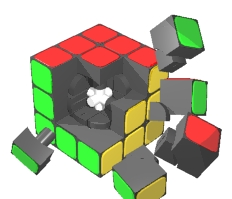
El interior de un cubo de Rubik (núcleo).

Un cubo de Rubik estándar mide 5.6 cm en cada lado, aunque existen variaciones. El rompecabezas consta de 26 piezas o cubos pequeños. Cada una incluye una extensión interna oculta que se entrelaza con los otros cubos, mientras les permite moverse a diferentes posiciones. Sin embargo, las piezas centrales de cada una de las seis caras son simplemente un cuadrado fijado al mecanismo principal. Esto provee la estructura para que las otras piezas encajen y giren alrededor. De este modo, hay veintiuna piezas: una pieza central consistente de tres ejes que sostienen los seis centros cuadrados en su lugar, pero dejando que giren, y veinte piezas de plástico que encajen en él para formar el rompecabezas montado.
Cada uno de los seis centros gira en un tornillo (sujetador) asidos por la pieza central. Un resorte entre cada cabeza de tornillo y su correspondiente pieza tensiona la pieza hacia el interior, por lo que el conjunto se mantiene compacto, pero todavía se puede manipular fácilmente. El tornillo se puede apretar o aflojar para cambiar la tensión del cubo. Los cubos de marca oficiales más recientes tienen remaches en lugar de tornillos, por lo que es imposible ajustarlos.
El cubo puede ser desarmado sin demasiada dificultad, generalmente rotando la capa superior unos 45° y haciendo palanca para quitar una pieza arista. Por lo tanto, este es un proceso simple de «resolver» el cubo, desmontarlo y volverlo a armar en un estado resuelto.
Hay seis piezas centrales que muestran una cara de un solo color, doce piezas arista que muestran dos caras coloreadas, y ocho piezas vértice que muestran tres caras coloreadas. Cada pieza muestra una combinación única de colores, pero no todas las combinaciones están presentes (por ejemplo, si rojo y naranja son lados opuestos de un cubo resuelto, no habrá una pieza arista roja-naranja). La localización relativa de esos cubos con respecto a otros puede ser alterada girando el tercio exterior o lado del cubo 90°, 180° o 270°, pero la ubicación relativa del color de los lados con respecto a otros no puede ser cambiada: está determinada por la posición relativa de los cuadrados centrales.
Douglas Hofstadter, en la edición de julio de 1982 de Scientific American, señaló que los cubos podían estar coloreados de tal manera que enfatizaran las aristas o los vértices, en vez de las caras, como la coloración estándar lo hace; pero ninguno de estos colores alternativos se volvió popular.

## Matemática

### Permutaciones
El cubo de Rubik original (3×3×3) tiene ocho vértices y doce aristas. Hay {\displaystyle 8!\,\!} (40 320) formas de combinar los vértices del cubo. Siete de estas pueden orientarse independientemente y la orientación de la octava dependerá de las siete anteriores, dando {\displaystyle 3^{7}\,\!} (2187) posibilidades. A su vez hay {\displaystyle 12!\,\!/2} (239 500 800) formas de disponer las aristas, dado que una paridad de las esquinas implica asimismo una paridad de las aristas. Once aristas pueden ser volteadas independientemente y la rotación de la duodécima dependerá de las anteriores, dando {\displaystyle 2^{11}\,\!} (2048) posibilidades. En total el número de permutaciones posibles en el cubo de Rubik es de:
{\displaystyle {8!\cdot 12!\cdot 3^{7}\cdot 2^{11}} \over 2} = 43 252 003 274 489 856 000
Es decir, cuarenta y tres trillones doscientos cincuenta y dos mil tres billones doscientos setenta y cuatro mil cuatrocientos ochenta y nueve millones ochocientos cincuenta y seis mil permutaciones.

### Caras centrales

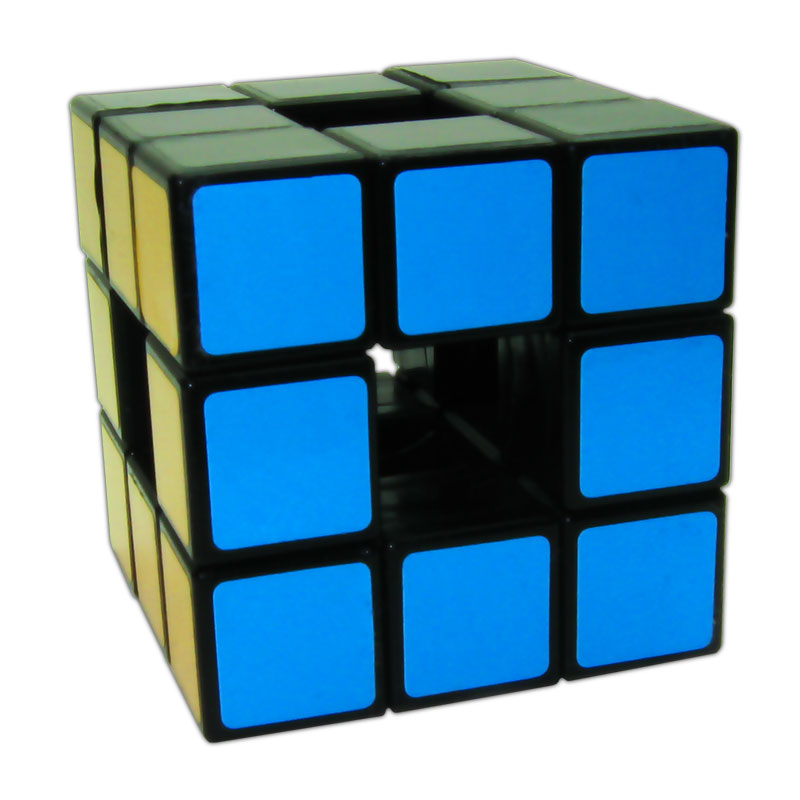
Void Cube, cubo de 3×3×3 sin caras centrales.

El cubo de Rubik original no tenía marcas en las caras centrales (aunque algunos traían las palabras «cubo de Rubik» en el cuadrado central de la cara blanca), y por ende resolverlo no requería prestar atención en orientar correctamente dichas caras centrales. Sin embargo, algunos cubos han sido producidos comercialmente con marcas en todos los centros, como el cuboku. Teóricamente puede resolverse un cubo teniendo los centros rotados; pero se convierte en un desafío adicional resolver también los centros.
Marcar los centros del cubo de Rubik aumenta su dificultad debido a que expande el conjunto de posibles configuraciones distinguibles. Hay 46/2 (2048) maneras de orientar los centros, dado que una paridad de los vértices implica un número par de movimientos simples de los centros.
En particular, cuando el cubo es resuelto, aparte de las orientaciones de las caras centrales, siempre existirá un número par de caras centrales que requieren un giro de 90°. Las orientaciones de los centros incrementan el número total de permutaciones posibles del cubo de 43 252 003 274 489 856 000 (4.3 × 1019) a 88 580 102 706 155 225 088 000 (8.9 × 1022).
Girar un cubo alrededor de su propio eje es considerado un cambio de la permutación, ya que involucra contar las posiciones de las caras centrales. En teoría, existen 6! formas de disponer las seis caras centrales del cubo, pero solo 24 de estas son posibles sin tener que desarmar el cubo. Cuando las orientaciones de los centros también son contadas, el total de las permutaciones incrementa de 88 580 102 706 155 225 088 000 (8.9 × 1022) a 2 125 922 464 947 725 402 112 000 (2.1 × 1024).

### Teoría de grupos
Sea P el conjunto de permutaciones del cubo de Rubik. Podemos definir la operación «seguida por», denotada por →, como
→: P × P → P
tal que a → b := b ∘ a:
es decir, a → b es el resultado de ejecutar primero a y luego b.
Llamaremos secuencia o algoritmo a cualquier expresión de la forma a1 → a2 → ... →an, donde a1, a2, ... , an son giros.

#### Afirmación: (P,→) es un grupo.[29]
Demostración:
- Clausura: a,b∈P, es fácil ver quer a∘b∈P, dado que son giros permitidos.
- Asociativa: (a → b ) → c = c ∘ (b ∘ a) = (c ∘ b) ∘ a = a → (b → c).
- Elemento neutro: la permutación trivial, la cual denotaremos por {\displaystyle \emptyset }, que corresponde a no hacer ningún giro, es decir, P → {\displaystyle \emptyset } = {\displaystyle \emptyset } → P = P.
- Inversos: cada permutación tiene inversa. En efecto, si P = a1 → a2 → ... →an es una secuencia y definimos Q = an-1 → ... → a2-1 →a1-1, se comprueba trivialmente que P → Q = Q → P = {\displaystyle \emptyset }.

### Algoritmos
En la terminología de los aficionados al cubo de Rubik, una secuencia memorizada de movimientos que tiene un efecto deseado en el cubo es llamado algoritmo. Esta terminología deriva del uso matemático de algoritmo, un conjunto preescrito de instrucciones o reglas bien definidas, ordenadas y finitas que permite realizar una actividad mediante pasos sucesivos. Cada método de resolver el cubo emplea su propio conjunto de algoritmos, junto a descripciones de cuál es el efecto del algoritmo y cuándo puede ser usado para llevar al cubo a un estado más cercano a estar resuelto.
Muchos algoritmos son diseñados para transformar solo una pequeña parte del cubo sin desarmar otras partes ya resueltas y así poder ser aplicados repetidamente a diferentes partes del cubo hasta que quede resuelto. Por ejemplo, hay algoritmos para intercambiar tres vértices o cambiar la orientación de dos vértices sin cambiar al resto del rompecabezas.
Algunos algoritmos tienen un efecto deseado en el cubo (por ejemplo, intercambiar dos vértices), pero pueden tener efectos colaterales (como permutar dos aristas). Dichos algoritmos son a menudo más simples que otros sin efectos no deseados y son más comúnmente empleados al principio, cuando la mayor parte del rompecabezas no ha sido resuelto y los efectos secundarios no son importantes. Hacia el final de la solución son usados algoritmos más específicos (y por lo general más complejos) para evitar mezclar partes del cubo que ya han sido resueltas.

## Soluciones

### Notación

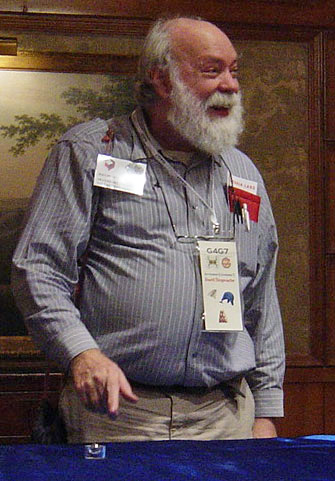
David Singmaster, creador de la «notación Singmaster».

La mayor parte de los aficionados al cubo de Rubik usan una notación desarrollada por el matemático David Singmaster para codificar una secuencia de movimientos, denominada «notación Singmaster». Su naturaleza relativa permite que los algoritmos se escriban de manera tal que puedan aplicarse independientemente de a qué lado es designado el superior o cómo están organizados los colores en un cubo particular, las letras provienen del nombre de su posición en inglés, es decir «F» viene de front, «B» de back, etc.
- '  > movimiento antihorario.
- 1 > R (derecha) el lado directamente a la derecha del frente.
- 2 > L (izquierda): el lado directamente a la izquierda del frente.
- 3 > U (arriba): el lado encima o en la parte superior del lado frontal.
- 4 > D (abajo): el lado opuesto a la parte superior, debajo del cubo.
- 5 > F (frente): el lado enfrente a la persona.
- 6 > B' (atrás): el lado opuesto al frente.
- 7 > R' (derecha): el lado directamente a la derecha del frente.
- 8 > L (izquierda): el lado directamente a la izquierda del frente.
- 9 > U (arriba): el lado encima o en la parte superior del lado frontal.
- 10 > D' (abajo): el lado opuesto a la parte superior, debajo del cubo.
- 11 > F' (frente): el lado enfrente a la persona.
- 12 > B (atrás): el lado opuesto al frente.
- 13 > M (medio): la capa del el medio lo que es igual a mover L y R a la vez.
- 14 > M2 (medio): duplo.
- 15> R2 (derecha): duplo.
- 16> L2 (izquierda): duplo.
- 16 > U2 (arriba): duplo.
- 1> D2 (abajo): duplo.
- 17 > F2 (frente): duplo.
- 18 > B2 (atrás): duplo.
- f (dos capas frente): el lado enfrente a la persona y la correspondiente capa media.
- b (dos capas atrás): el lado opuesto al frente y la correspondiente capa media.
- u (dos capas arriba): el lado superior y la correspondiente capa media.
- d (dos capas abajo): el lado inferior y la correspondiente capa media.
- l (dos capas izquierda): el lado a la izquierda del frente y la correspondiente capa media.
- r (dos capas derecha): el lado a la derecha del frente y la correspondiente capa media.
- x (rotar sobre el eje x): rotar el cubo entero en R.
- y (rotar sobre el eje y): rotar el cubo entero en U.
- z (rotar sobre el eje z): rotar el cubo entero en F.

Cuando una letra es seguida por una prima, indica un movimiento en el sentido contrario a las agujas del reloj, mientras que una letra sin prima indica un movimiento en sentido de las agujas del reloj. Una letra seguida por un 2 (ocasionalmente en superíndice, 2) indica dos giros, o un giro de 180°.
Para métodos que usan giros de capas medias (particularmente el método de vértices primero, desarrollado por Ernő Rubik) generalmente se acepta una extensión de la notación llamada «MES», donde las letras M, E y S indican movimientos de capas medias. Es usado, por ejemplo, en los algoritmos de Marc Waterman.

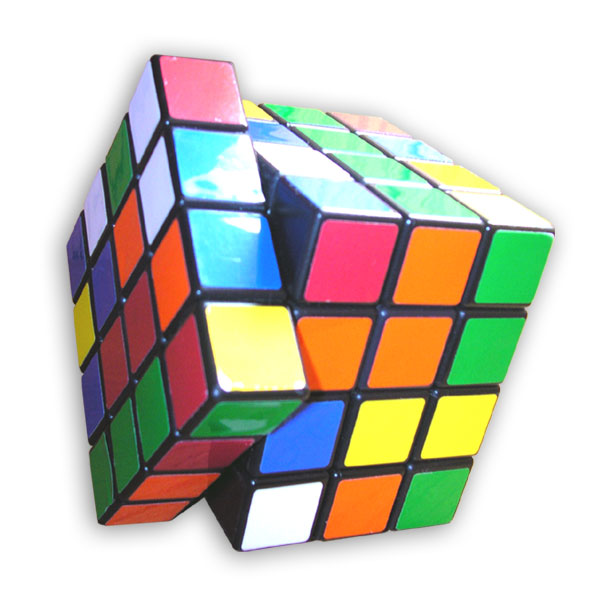
La venganza de Rubik, cubo con dos capas intermedias.

- M (medio): capa interna vertical en sentido «l».
- E (ecuador): capa interna horizontal con el giro en sentido «u».
- S (posición): capa interna (central) superior movida en sentido «f».

El cubo de 4×4×4 y otros cubos más grandes usan una notación extendida para referirse a las capas intermedias adicionales. En general, las letras mayúsculas (F B U D L R) se refieren a las partes exteriores del cubo (llamadas caras). Las letras minúsculas (f b u d l r) se refieren a partes interiores del cubo (llamadas tajadas). Un asterisco (L*), un número en frente de la letra (2L), o dos capas en paréntesis (Ll), significan girar dos capas al mismo tiempo (tanto la cara izquierda interior como la exterior)

### Soluciones óptimas
Aunque hay un significativo número de posibles permutaciones para el cubo de Rubik, se han desarrollado una serie de soluciones que permiten resolver el cubo en veinte movimientos.
Muchas soluciones para el cubo de Rubik se han descubierto de manera independiente. El método más popular fue desarrollado por David Singmaster y publicado en el libro Notes on Rubik's «Magic Cube» en 1981. Esta solución consiste en resolver el cubo capa por capa: la que se llama superior se resuelve primero, seguida de la del medio, y por último la inferior. Después de cierta práctica es posible resolver el cubo en menos de un minuto. Otros métodos son, por ejemplo, «esquinas primero» y métodos que combinan varios métodos.
Se han desarrollado soluciones rápidas para resolver el cubo lo más eficazmente posible. El método más utilizado por speedcubers, conocido como «método Fridrich»  o «CFOP», fue popularizado por Jessica Fridrich. Es similar al método capa por capa, pero emplea una mayor cantidad de algoritmos, especialmente para orientar y permutar la última capa. Las cuatro aristas de la primera capa (la cruz) se resuelven primero, seguido de los vértices de la primera capa y las aristas de la segunda capa resueltos simultáneamente (F2L). Luego se orienta y permuta la última capa (OLL y PLL, respectivamente). La solución de Fridrich requiere aprender aproximadamente ciento veinte algoritmos, pero permite resolver el cubo en solo cincuenta y seis movimientos promedio. Para facilitar su aprendizaje se suele aprender primero una reducción del método, esta consta de poco más de diez algoritmos. Otra solución muy conocida fue desarrollada por Lars Petrus. En ese método una sección de 2×2×2 se resuelve primero, seguida de otra de 2×2×3, y luego las aristas colocadas incorrectamente se resuelven usando un algoritmo de tres movimientos que elimina la necesidad de un posible algoritmo de treinta y dos movimientos. El principio de este método es eliminar la desventaja que se presenta en métodos capa por capa de tener que desarmar y volver a armar constantemente la primera capa; las secciones de 2×2×2 y 2×2×3 permiten que varios lados sean girados sin arruinar otros progresos. Una de las ventajas de este método es que tiende a dar soluciones en menos movimientos, por esa razón, el método es popular para competencias por número de movimientos.
En 1997 Denny Dedmore publicó una solución usando íconos esquemáticos para representar los movimientos que deben hacerse, en lugar de la notación habitual.
La Solución definitiva para el cubo de Rubik de Philip Marshall es una versión modificada del método de Fridrich que usa 65 giros promedio, pero requiere la memorización de solo dos algoritmos.
Un tipo diferente de solución es la desarrollada por Ryan Heise, la cual no utiliza algoritmos, sino un grupo de principios fundamentales que se pueden usar para resolver el cubo en menos de cuarenta movimientos.
En 1982 David Singmaster y Alexander Frey plantearon la hipótesis de que el número de movimientos necesarios para resolver el cubo de Rubik, dado un algoritmo ideal, podría estar «en los veinte más bajos». En 2007, Daniel Kunkle y Gene Cooperman usaron una supercomputadora para demostrar que cualquier cubo de 3×3×3 podía ser resuelto en un máximo de veintiséis movimientos. Entre marzo y agosto de 2008, Tomas Rokicki bajó el máximo a veinticinco, veintitrés y finalmente veintidós movimientos. En julio de 2010 un grupo de investigadores, entre los que se encontraba Rokicki, trabajando con Google, demostró que el llamado «número de Dios» era veinte. Por ejemplo, la posición conocida como «supervolteo» (U R2 F B R B2 R U2 L B2 R U' D' R2 F R' L B2 U2 F2), donde cada arista está en su posición correcta, pero mal orientada, requiere veinte movimientos para ser resuelta. [Debe tratarse de un error, se resuelve en 19 movimientos:  (M D2F2U2B'R2U D R'F2L'D2R'F2R'F'B'R2D') [./Https://ebagesg.eu/SupervolteoWikipedia.pdf VerMovimientos] ].  Fue la primera que se encontró que requería veinte movimientos. De manera más general, se ha demostrado que un cubo de Rubik n×n×n puede ser resuelto de manera óptima en Θ(n2 / log(n)) movimientos.

## Competencias y plusmarcas

### Competencias despeedcubing

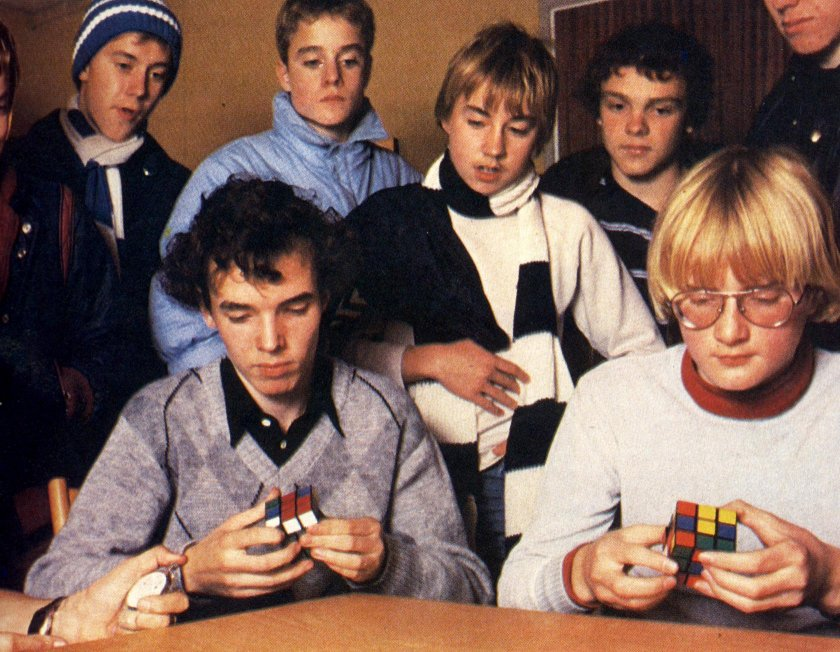
Jan Sørensen (izquierda, abajo), ganador del campeonato danés de 1981 disputado en la Universidad de Aarhus.

Speedcubing (o speedsolving) es la práctica que intenta resolver un cubo de Rubik en el menor tiempo posible. Existen una serie de competiciones de speedcubing a lo largo del mundo.
El primer torneo mundial lo organizó el Libro Guinness de récords mundiales y se llevó a cabo en Múnich el 13 de marzo de 1981. Todos los cubos fueron girados cuarenta veces y lubricados con vaselina. El ganador oficial, con una marca de treinta y ocho segundos fue Jury Froeschl, nacido en Múnich.
El primer torneo mundial internacional se llevó a cabo en Budapest el 5 de junio de 1982 y lo ganó Mihn Thai, un estudiante vietnamita de Los Ángeles, con un tiempo de 22.95 segundos. Desde 2003 las competiciones se determinan por el promedio de tiempo (de 5 intentos); pero el mejor tiempo único de todos también lo registra la World Cube Association (WCA), que mantiene el registro de las plusmarcas mundiales. En 2004 la WCA hizo obligatorio usar un dispositivo especial llamado Cronómetro Stackmat.
Los campeonatos amparados por la World Cube Association incluyen varias modalidades de resolución del cubo de Rubik, incluyendo:
- Resolverlo con los ojos vendados.[49] El tiempo cronometrado incluye la inspección y la resolución.
- Resolverlo con una mano.[50]
- Resolverlo en la menor cantidad de movimientos.[51]

Asimismo, existen otras categorías donde se resuelven las variaciones del cubo de Rubik.
Además de las competiciones oficiales, hay modalidades alternativas no reconocidas por organismos reguladores, como:
- Resolverlo una persona con los ojos vendados y otra diciéndole qué giros hacer, conocido como Blindfolded team.[52]
- Resolver el cubo bajo el agua en una sola respiración.[53]

### Plusmarcas
Estas son las plusmarcas internacionales mundiales de modalidades relacionadas al cubo de Rubik aprobadas por la World Cube Association. Max Park tiene el actual récord mundial de 3x3x3 single solve con un tiempo de 3.13 segundos
| Evento                                  | Tipo     | Resultado      | Persona                                    | Competiciones                             | Tiempos                                         |
| --------------------------------------- | -------- | -------------- | ------------------------------------------ | ----------------------------------------- | ----------------------------------------------- |
| 3×3×3                                   | Simple   | 0:03.13        | Max Park                                   | Pride in Long Beach 2023                  | -                                               |
| 3×3×3                                   | Promedio | 0:04.36        | Yiheng Wang                                | Philippine Championship 2024              | 0:06.11 / 0:03.97 / 0:04.48 / 0:04.59 / 0:04.02 |
| 3×3×3: Blindfolded (Ojos vendados)      | Simple   | 0:12.00        | Tommy Cherry                               | Triton Tricubealon 2024                   | -                                               |
| 3×3×3: Blindfolded (Ojos vendados)      | Promedio | 0:14.05        | Tommy Cherry                               | Rubik's WCA European Championship 2024    | 0:13.48 / 0:14.42 / 0:14.24                     |
| 3×3×3: Blindfolded múltiple             | Simple   | 62/65          | Graham Siggins                             | Blind Is Back LA 2022                     | 57:47                                           |
| 3×3×3: One-handed (Con una mano)        | Simple   | 0:06.05        | Sean Patrick Villanueva                    | Clocked in Quezon City 2024               | -                                               |
| 3×3×3: One-handed (Con una mano)        | Promedio | 0:08.09        | Sean Patrick Villanueva                    | Quezon City Open ll 2024                  | 0:08.94 / 0:09.38 / 0:07.71 / 0:06.60 / 0:07.63 |
| 3×3×3: Fewest Moves (Menos movimientos) | Simple   | 16 movimientos | Sebastiano Tronto Aedan Bryant Levi Gibson | FMC 2019 / Ashfield Summer Challenge 2024 | -                                               |
| 3×3×3: Fewest Moves (Menos movimientos) | Promedio | 20 movimientos | Wong Chong Wen                             | FMC Johor Bahru 2023                      | 20 / 21 / 19                                    |

El 17 de marzo de 2012, 134 estudiantes del Dr Challoner's Grammar School en Amersham, Inglaterra, batieron el anterior récord Guinness de mayor cantidad de personas resolviendo cubos de Rubik al mismo tiempo en 12 minutos. La plusmarca anterior se hizo en diciembre de 2008 en Santa Ana, California, consiguiendo noventa y seis resoluciones.
El 5 de febrero de 2016, el estadounidense Jay Flatland presentó un robot controlado por Arduino, capaz de resolver el cubo en menos de un segundo.
El 25 de mayo de 2013, en el Perry Open 2013, el mexicano Martín Telésforo, conocido como El Feo, batió récord mundial con el 4.41, pero finalmente el torneo no se hizo oficial por desajustes en la dirección y su marca jamás se registró. Usuarios de internet le acusaron de hacer trampas y fue baneado de la WCA durante un tiempo. Esto cambió el Speedcubing para siempre.

## Variaciones

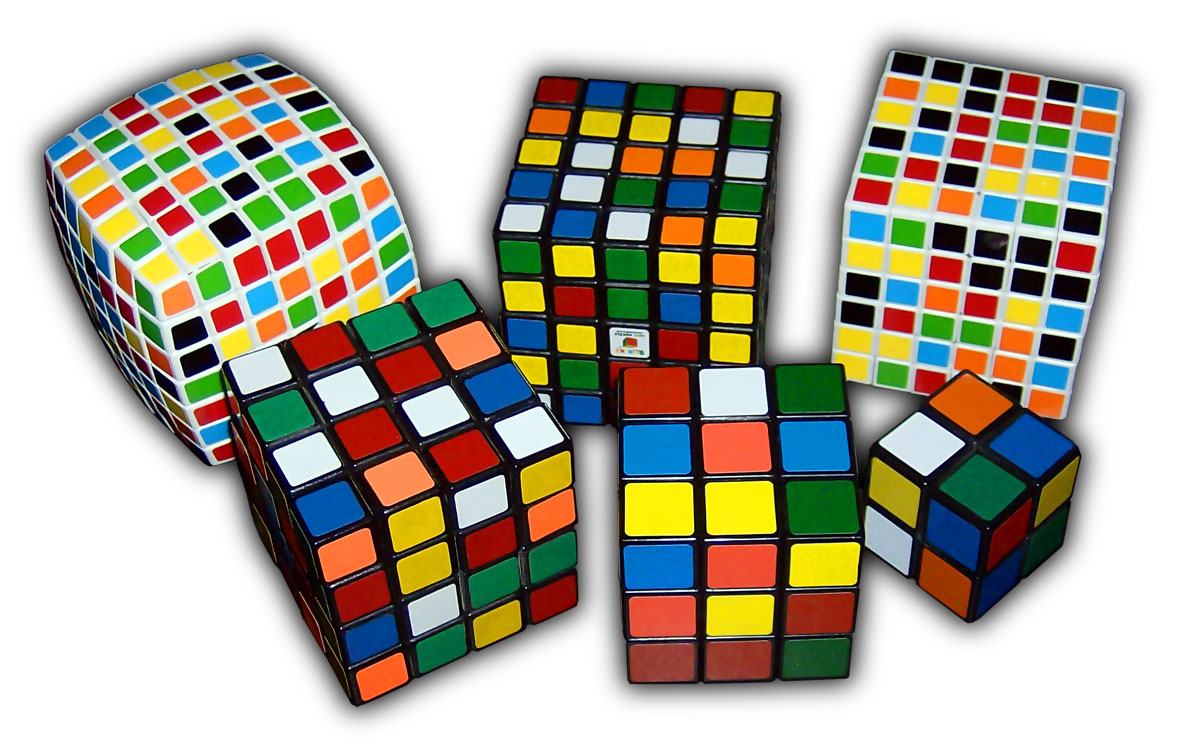
Diversos tipos de cubo NXN, se muestran en la imagen 2×2×2, 3×3×3, 4×4×4, 5×5×5, 6×6×6, 7×7×7.

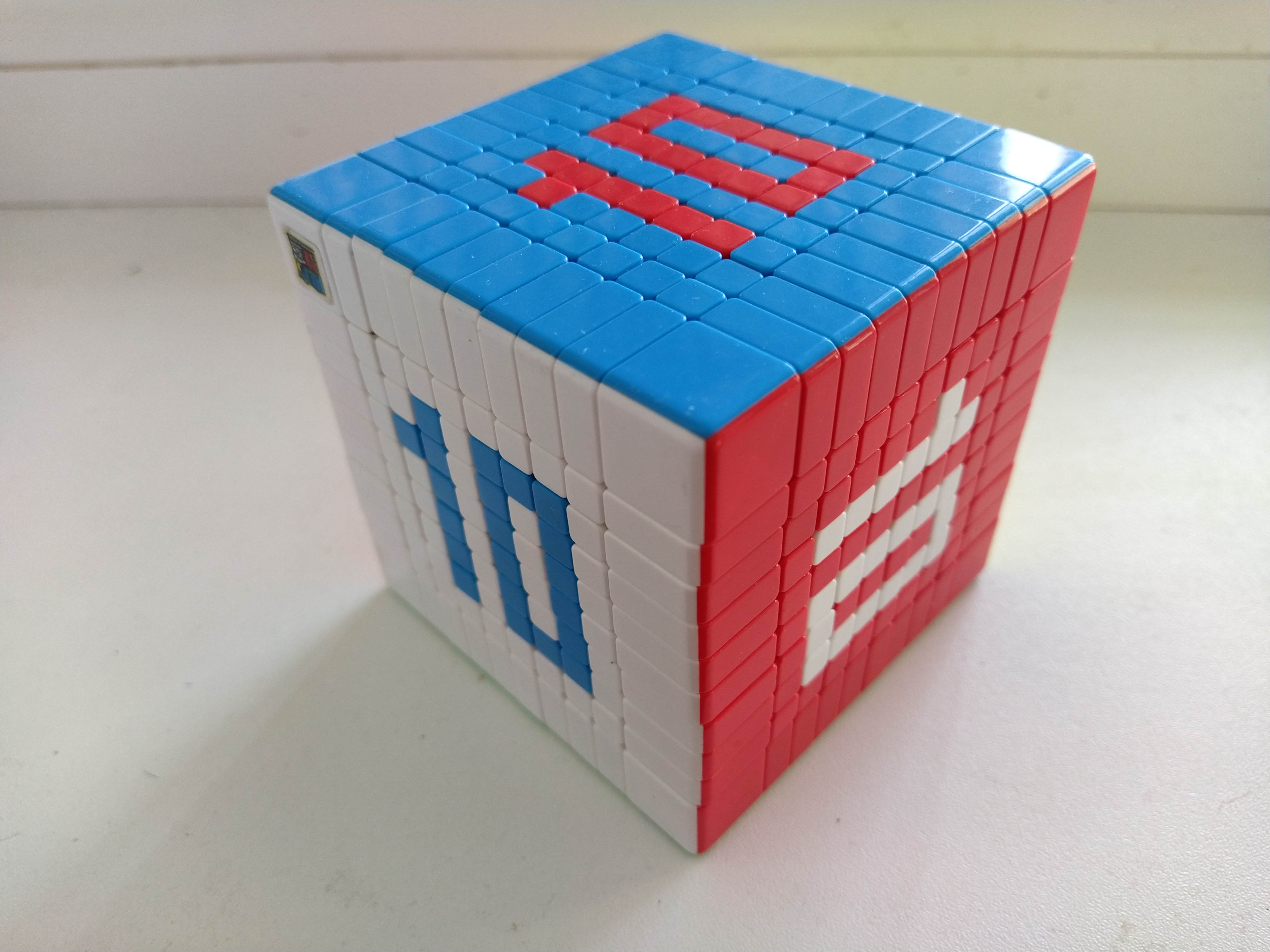
10x10x10.

Existen diferentes variaciones del cubo de Rubik, que llegan hasta las trece capas: el cubo de 2×2×2, 3×3×3, el de 4×4×4, 5×5×5, de 6×6×6 (V-Cube 6), de 7×7×7 (V-Cube 7), de 8x8x8 (Shengshou 8x8), de 9×9×9 (Shengshou 9×9), de 10×10×10 (Shengshou 10×10), de 11×11×11 (YuXin 11×11), y de 13×13×13 (Moyu 13x13). Sin embargo, existen cubos de mayor tamaño que no han salido al mercado, por ejemplo, el diseñado por Oskar van Deventer, de diecisiete capas, presentado en el Simposio de Nueva York el 12 de febrero de 2011, o el de 22×22×22 de corenpuzzle.
CESailor Tech's E-cube es una variante electrónica del cubo de 3×3×3, hecha de ledes RGB e interruptores. Hay dos interruptores en cada fila y columna. Presionando un interruptor se indica la dirección de la rotación, lo cual ocasiona que el display de ledes cambie los colores, simulando rotaciones reales. El producto fue mostrado en el espectáculo de diseños universitarios del gobierno de Taiwán el 30 de octubre de 2008.
Otra variación electrónica del cubo de 3×3×3 Cube es el TouchCube. Deslizando un dedo sobre sus caras provoca que sus patrones de luces de colores roten de la misma manera que lo haría un cubo mecánico. El TouchCube fue introducido en la Feria de juguetes americana internacional en Nueva York en 15 de febrero de 2009.
Entre las variaciones cúbicas destaca el «cubo mágico», que es mecánicamente idéntico al original, pero usa números de colores en sus caras de tal manera que la única forma de resolverlo es que todos los números estén al derecho en la misma cara; adicionalmente los números de las caras forman cuadrados mágicos, los cuales pueden tener todos la misma constante. Un cubo muy similar es el cuboku en el cual el objetivo es formar sudokus con los números de las caras. O un cubo cortado de manera no paralela a las caras: el Skewb. Otras incluyen colocar imágenes en lugar de colores o diseños de colores que confundan al que resuelve, como colocar en un 4×4×4 cuatro colores distintos en cada cara para un total de veinticuatro colores distintos o reducir el número de colores a tres.
Una de sus variaciones más curiosa es el Oskar Treasure chest, creada por Oskar Van Deventer y producida en masa con posterioridad por Meffert. La característica que hace esta modificación única es que permite, una vez resuelto, extraer su capa superior (normalmente blanca), por dentro está hueco, haciendo posible esconder objetos del tamaño de una pelota de golf.
El cubo ha inspirado a una categoría entera de rompecabezas similares, que incluye cubos de diferentes tamaños así como de distintas formas geométricas. Algunas de estas formas son el tetraedro (Pyraminx y su variante, Pyramorphix), el octaedro (Skewb diamante), el dodecaedro (Megaminx), el icosaedro (Dogic e Impossiball, icosaedro esférico). Hay también rompecabezas que cambian de forma, como el Rubik's Snake y el Square One, usado en competencias oficiales. Ernő Rubik ha creado otros rompecabezas que difieren bastante del diseño del cubo, pero llevan su nombre, como Rubik 360, Rubik's clock, Rubik's magic y su variante Rubik's magic: master edition. Estos últimos tres eran usados, también, en competencias oficiales.
A su vez, se han creado diversos cuboides, rompecabezas basados en el cubo de Rubik, pero con diferentes dimensiones, como el 1×1×2 (Boob cube),el 3×3×1 (Floppy cube), el 2×2×4, 2×3×4, 3×3×5...
Continuamente aparecen nuevas variantes del cubo original; una de las más originales es el cubo 3×3 DNA. La peculiaridad de este cubo es que es hueco, con diferentes formas geométricas en cada una de sus caras, existiendo la versión clásica y cóncava.
Durante el auge del cubo, la empresa de videojuegos Atari lanzó sus cartuchos para consola Atari 2600 llamados «Rubik's Cube» (CX2698), «Atari Video Cube» (reedición que cambió el nombre por razones de copyright, CX2670) y el prototipo «Rubik's Cube 3D» que no salió al mercado.
- Pyraminx.
- Megaminx.
- Skewb.
- Mirror Cube.

### Variaciones extradimensionales
En 1994 Melinda Green, Don Hatch, y Jay Berkenilt crearon el llamado MagicCube4D, el cual es un modelo tetradimensional análogo del cubo de Rubik en Java el cual consiste en hipercubos desde 2×2×2×2 hasta 5×5×5×5. Con muchos más estados posibles dicho objeto es mucho más difícil de resolver. Hasta ahora solo setenta y ocho personas lo han logrado resolver. La forma geométrica de este cubo es de un teseracto, con cada línea dividida en tres partes iguales para el rompecabezas estándar; el resultado de esto es que además de las piezas de uno, dos, y tres colores del cubo de tres dimensiones existe un cuarto tipo de pieza con cuatro colores cada una en los vértices.
En 2006 Roice Nelson y Charlie Nevill crearon el modelo pentadimensional Magic Cube 5D desde 2×2×2×2×2 hasta 5×5×5×5×5 que hasta ahora ha sido resuelto por solo doce personas. En este rompecabezas existen además piezas con cinco colores sobre los vértices.

### NXN Clásicos
En esta familia están todos aquellos puzles cúbicos como el 3×3, es decir aquellos en los que n=x. En la familia N×N entran todos los cubos de mismo número de caras, desde el 1×1 hasta el ya inventado (en masa) 49×49, aunque no todos han sido fabricados actualmente.

### Minx pyramides
En esta familia entran algunos rompecabezas con forma de pirámide con cuatro caras que giran ciento veinte grados cada una. Por ejemplo: el Pyraminx, el pyramorphix el Master Pyraminx, el Professor Pyraminx, el Royal Pyraminx y el Emperor Pyraminx
También entran otros cubos tipo face turning como el octaedro face turning, el icosaix, el nebula o el face icosaedro a pesar de no ser pirámides.

### Minx dodecaedros
En esta familia entran diversos cubos con forma de dodecaedro como el famoso Megaminx, también los Gigaminx, Teraminx, Petaminx, Examinx, Zettaminx y el Yottaminx, que es el dodecaedro más grande del mundo.
Otros ejemplos podrían ser los Kilominx, Flowerminx, Bahuina, Helicopter Dodecaedro, Starminx en todas sus versiones, Connerminx y Conermate.
También las variaciones del 2×2 y 3×3 hechos dodecaedro.
Los cubos Tuttminx y Rayminx son icosaedros truncados, pero se incluyen en este grupo por su tipo de solución parecida a la de los dodecaedros.

## En la cultura popular
El cubo de Rubik fascinó a gente de todo el mundo y se volvió uno de los juegos más populares de América a mediados de la década de 1970. En solo siete años las ventas mundiales habían superado los treinta millones de unidades; un conocido comprador en el emporio de juguetes de FAO Scwarz en Nueva York señaló que se había convertido en «el juguete más solicitado». Algunos incluso sostenían que podía llevar a un comportamiento obsesivo. Ediciones piratas aparecieron en Taiwán, Hong Kong y algunas ciudades estadounidenses. El cubo dio lugar a una serie de televisión y trabajos literarios. Hasta enero de 2009, trescientos cincuenta millones de cubos han sido vendidos en todo el mundo, haciéndolo el juego de rompecabezas más vendido del mundo. El cubo se ganó un lugar como exhibición permanente en el Museo de Arte Moderno de Nueva York e ingresó en el Oxford English Dictionary luego de solo dos años. Mantiene un dedicado seguimiento, con cerca de cuarenta mil entradas en YouTube que ofrecen tutoriales y videos de soluciones.

### Gadgets y versiones electrónicas
En 2018, el inventor de trece años con su padre, de Novato (Estados Unidos), presentó la versión 2×2×2 del cubo de Rubik: WOWCube, con veinticuatro pantallas y varios juegos, que funciona como una consola de juegos.

### Arte
Álamo (The Astor Cube) es una escultura giratoria diseñada por Tony Rosenthal que se encuentra en la ciudad de Nueva York. En junio de 2003 fue cubierto con paneles de colores que lo hacían ver como un cubo de Rubik. De manera similar, los estudiantes de la Universidad de Míchigan crearon un cubo de Rubik gigante y lo colocaron en el Campus Central para el día de las bromas de abril de 2008. Conjuntamente, un grupo de estudiantes construyó otro cubo no funcional con más de setecientos veinte kilos de acero para el Campus Norte de dicha universidad. Quitado más tarde ese semestre, el cubo reapareció en septiembre de 2008 el primer día de clases. Aunque fue retirado nuevamente, la universidad está planeando una instalación de arte del cubo de Rubik permanente en el Campus Norte. El área de la década de 1980 de Disney's Pop Century Resort incluye la escultura gigante de un cubo de Rubik con escaleras incluidas.
Varios artistas han desarrollado un estilo puntillista usando cubos de Rubik. Este arte, también conocido como Cubismo de Rubik, usa cubos de rubik estándar. La primera obra de arte registrada fue creada por Fred Holly, un hombre ciego de sesenta años, a mediados de la década de 1980. Estas obras se centraban en patrones geométricos y de colores. El artista callejero «Space Invader» empezó a exhibir obras puntillistas, incluida una de un hombre detrás de un escritorio y otra de Mario Bros., usando cubos de Rubik en junio de 2005 en una exhibición llamada «Rubik Cubism» en Sixspace, Los Ángeles. Antes de dicha exhibición el artista había usado cubos de Rubik para crear un Space Invaders gigante. Otro artista parecido es Robbie Mackinnon de Toronto, Canadá, cuyos primeros trabajos se publicaron en 2007, quien asegura haber desarrollado su puntillismo cubista años atrás, mientras era profesor en China. El trabajo de Robbie Mackinnon se ha exhibido en «Believe it or Not» de Ripley y se enfoca en el uso de pop-art, mientras que Space Invader ha exhibido su «Cube Art» junto al mosaico de Space Invaders en galerías públicas y comerciales.
En 2010 Pete Fecteau creó Dream Big, un tributo a Martin Luther King Jr. usando 4242 cubos de Rubik oficiales. Fecteau trabaja también con la organización You Can Do The Rubik's Cube para crear dos guías destinadas a enseñar a niños en edad escolar a crear mosaicos con cubos de Rubik a partir de plantillas que él mismo realiza.